# فيل بورغز
فيل بورغز (بالإنجليزية: Phil Borges)‏ هو مصور أمريكي، ولد في 1942.